# Telerig Nunatak
Telerig Nunatak är en nunatak i Antarktis. Den ligger i Sydshetlandsöarna. Argentina, Chile och Storbritannien gör anspråk på området. Toppen på Telerig Nunatak är 121 meter över havet.
Terrängen runt Telerig Nunatak är huvudsakligen kuperad, men åt nordväst är den platt. Havet är nära Telerig Nunatak åt sydväst. Trakten är glest befolkad. Närmaste befolkade plats är Maldonado Station, 10,6 kilometer nordost om Telerig Nunatak. 